# Los Angeles Temptation
Die Los Angeles Temptation waren ein in Ontario, Kalifornien, beheimatetes Arena-Football-Damen-Team. Sie spielten in der Western Conference der US-amerikanischen Legends Football League (LFL) und trugen ihre Heimspiele in der Citizens Business Bank Arena aus.

## Geschichte

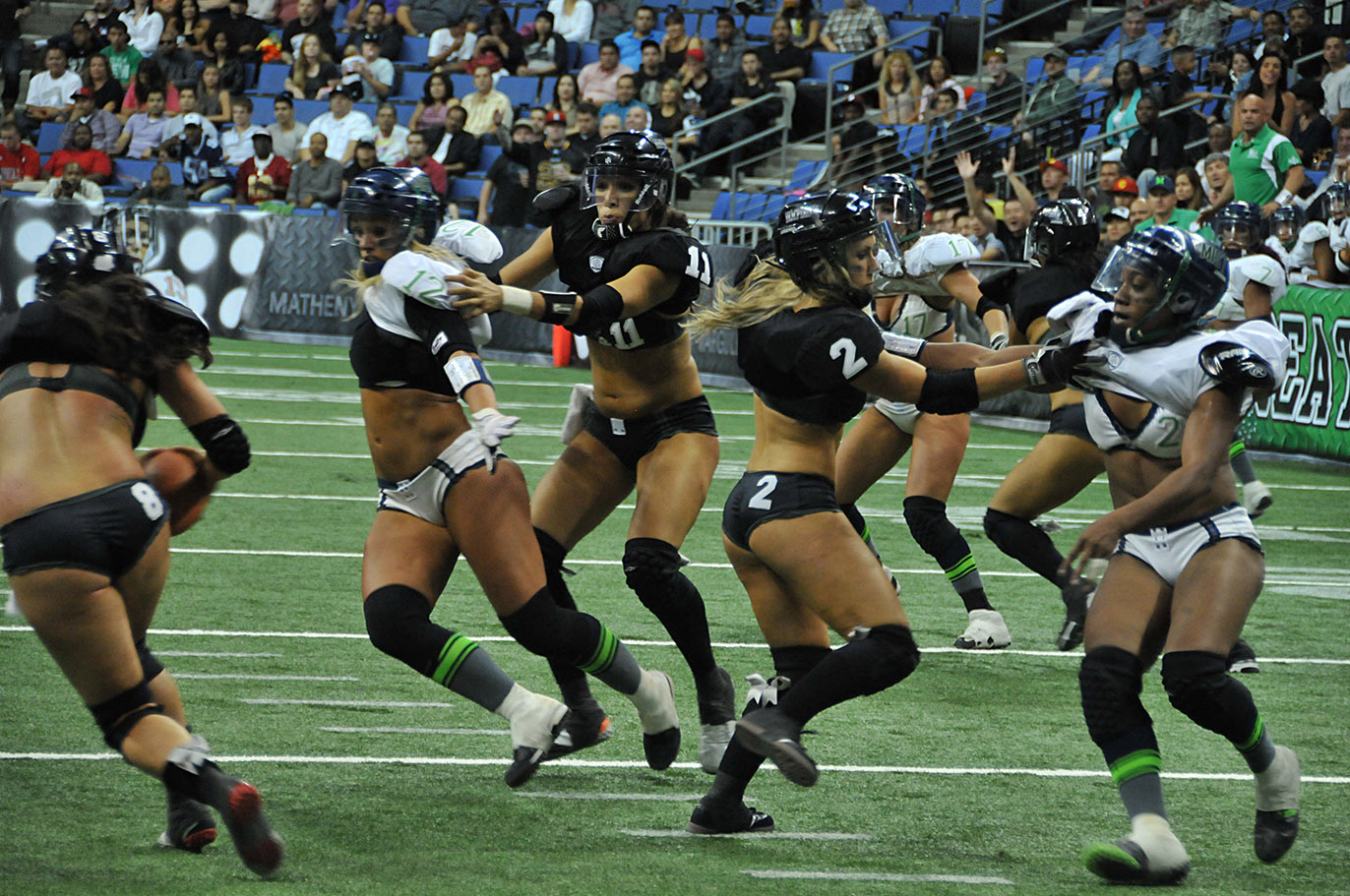
LA Temptation vs Seattle Mist. (2013)

Los Angeles Temptation wurden gegründet unter dem Namen Team Dream und spielten gegen Team Euphoria um dem ersten Lingerie Cup 2004. Das Spiel gewannen sie mit 6 zu 0 und sind damit der erste Titelträger der LFL.
Zur Saison 2005 wurde die Mannschaft umbenannt und trägt seitdem ihren heutigen Namen. Im Spiel um den Lingerie Cup standen sie dann wieder der gegnerischen Mannschaft des letzten Jahres gegenüber. Allerdings war auch dies umbenannt worden. Das Endspiel lautete daher Los Angeles Temptation gegen New York Euphoria und wurde von Los Angeles Temptation gewonnen.
Auch das Endspiel der Saison 2006 wurde von diesen beiden Mannschaften bestritten. Nachdem Los Angeles Temptation in den beiden letzten Jahre das Spiel um den Lingerie Cup gewinnen konnte, verloren sie das Spiel um den Cup im Jahr 2006.
2018 konnte sich Temptation als erste Mannschaft mit mehr Niederlagen als Siege für die Play-offs qualifizieren. Dort verloren sie jedoch im Conference Championship Game gegen Austin Acoustic mit 30:32.
Ende 2019 wurde die LFL in Extreme Football League (X League) umbenannt. Alle Teams erhielten einen neuen Namen und aus den Los Angeles Temptation wurden die Los Angeles Black Storm. Nach dem Ausfall der Saison 2020 wegen der COVID-19-Pandemie soll im April 2021 die Liga den Spielbetrieb aufnehmen.

## Resultate
| Saison    | Siege | Nieder- lagen | Unent- schieden | Platzierung           | Play-off-Ergebnis |
| --------- | ----- | ------------- | --------------- | --------------------- | --- |
| 2019      | 2     | 2             | 0               | 4. 1                  | 39:28-Sieg gegen Austin Acoustic im Halbfinale 56:20-Niederlage gegen Seattle Mist im Legends Cup                             |
| 2018      | 1     | 3             | 0               | 2. Western Conference | 30:32-Niederlage gegen Austin Acoustic im Western Conference Championship Game                                                |
| 2017      | 4     | 0             | 0               | 2. Western Conference | 13:28-Niederlage gegen Seattle Mist im Western Conference Championship Game                                                   |
| 2016      | 3     | 1             | 0               | 3. Western Conference | |
| 2015      | 3     | 2             | 1               | 2. Western Conference | 28:24-Niederlage gegen Seattle Mist im Western Conference Championship Game                                                   |
| 2014      | 2     | 1             | 1               | 2. Western Conference | 12:40-Niederlage gegen Chicago Bliss im Western Conference Championship Game                                                  |
| 2013      | 2     | 1             | 1               | 2. Pacific Division   | 12:19-Niederlage gegen Chicago Bliss im Conference Division Game                                                              |
| 2011/2012 | 3     | 1             | 0               | 2. Western Conference | 27:18-Sieg gegen Las Vegas Sin im Western Conference Championship 28:6-Sieg gegen Philadelphia Passion im Lingerie Bowl IX    |
| 2010/2011 | 4     | 0             | 0               | 1. Western Conference | 31:14-Sieg gegen Chicago Bliss im Western Conference Championship 26:25-Sieg gegen Philadelphia Passion im Lingerie Bowl VIII |
| 2009/2010 | 3     | 1             | 0               | 2. Western Conference | 20:14-Sieg gegen Dallas Desire im Western Conference Championship 27:14-Sieg gegen Chicago Bliss im Lingerie Bowl VII         |

## Aktueller Kader
| #  | Name             | Position                                   |
| -- | ---------------- | ------------------------------------------ |
| 1  | Miriah Lopez     | Cornerback, Runningback                    |
| 2  | Tiyana Anderson  | Defensive End                              |
| 3  | Nina Claud       | Wide Receiver                              |
| 4  | Annie Erler      | Wide Receiver, Safety                      |
| 5  | Melissa Miles    | Wide Receiver, Defensive End               |
| 6  | Jasmin Edwards   | Cornerback                                 |
| 7  | Linda Lomeli     | Defensive End                              |
| 8  | Ashley Salerno   | Quarterback                                |
| 9  | Chelsey Haardt   | Defensive End, Cornerback                  |
| 10 | Fuyuki Hamaguchi | Wide Receiver                              |
| 11 | Hallie Jiskra    | Defensive End                              |
| 12 | Danielle Harvey  | Defensive End, Cornerback, Safety          |
| 13 | Michele Kenney   | Quarterback, Wide Receiver, Defensive Back |
| 14 | Marissa Lopez    | Safety                                     |
| 15 | Sherri Awagah    | Offensive Line                             |
| 16 | Lindsi Cash      | Cornerback                                 |
| 17 | Shalyn Skahill   | Center                                     |
| 18 | Samiah Jones     | Cornerback                                 |
| 19 | Delaney Hall     | Wide Receiver, Cornerback, Safety          |
| 20 | Nas Johnson      | Runningback                                |